# 野川忍
野川 忍（のがわ しのぶ、1954年4月24日-　）は、日本の法学者。専門は労働法。明治大学教授。

## 略歴
神奈川県生まれ。1979年東京大学法学部卒、1985年同大学院法学政治学研究科労働法学専攻博士課程満期退学。
東京学芸大学助教授、教授、1990-1992年外務省専門調査員として在ミュンヘン総領事館に勤務。1994年冲永賞受賞。2009年明治大学法科大学院教授。

## 著書
- 『教科書にでてくる法律と政治 7 親子のあいだにも法律があるんだね 家族の法律』ポプラ社 1989
- 『外国人労働者法 ドイツの成果と日本の展望』信山社出版 1993
- 『教科書にでてくる法律と政治 新訂　兄弟やしんせきとは結婚できないの? 家族の法律』阪上順夫監修　ポプラ社 1999
- 『雇用社会の道しるべ 改革時代の労働法入門講座』信山社出版 1999
- 『団体交渉・労使協議制』信山社 労働法判例総合解説 2007
- 『労働法 for the future of employment society』商事法務 2007
- 『わかりやすい労働契約法』商事法務 2007
- 『労働判例インデックス』商事法務 2009
- 『労働法問題集』商事法務 2010
- 『Q&A震災と雇用問題』商事法務 2011
- 『労働法原理の再構成』成文堂 2012

### 共編著
- 『法の世界へ』池田真朗,犬伏由子,大塚英明,長谷部由起子共著 有斐閣アルマ 1996
- 『働き方の知恵』野田進,和田肇共著 有斐閣選書 1999
- 『実践・変化する雇用社会と法』菅野和夫,安西愈共編 有斐閣 2006
- 『労働契約の理論と実務』山川隆一共編 中央経済社 2009
- 『ケースブック労働法 第6版』土田道夫,山川隆一,大内伸哉,川田琢之共編著 菅野和夫監修 弘文堂ケースブックシリーズ　2010
- 『解雇と退職の法務』野田進,柳澤武,山下昇共編著 商事法務 2012
- 『レッスン労働法』編 笠木映里,富永晃一,原昌登,渡邊絹子著 有斐閣 2013
- 『論点体系判例労働法』全4巻 菅野和夫,安西愈共編集 第一法規 2014-15

## 論文
- Cinii